# 巴嘎萨宾诺日
巴嘎萨宾诺日，也作巴嘎萨宾淖日、萨宾诺尔，又名色达木湖，是位于中国内蒙古自治区呼伦贝尔市新巴尔虎左旗新宝力格苏木以西的一个湖泊。其位置约在东经118°10′，北纬48°45′，塔本敖都嘎查以北约6千米。湖面海拔550米，湖长1.5千米，最大湖宽1.0千米，平均湖宽0.7千米，面积达1平方公里。巴嘎萨宾诺日在蒙古语中的意思是小容器湖。
巴嘎萨宾诺日位于蒙新高原区。它的一级流域为内流区诸河，二级流域为呼伦贝尔内流区。